# آلاکیت
آلاکیت (روسی: Алакит) یک رودخانه در استان یاقوتستان کشور روسیه است.